# 前九年之役
前九年之役（ぜんくねんのえき）是平安時代後期發生在奧州（東北地方）的戰役，此戰奧州安倍氏滅亡，出羽清原氏成為東北(奥羽地区)的霸者。

## 名稱的變遷
此戰是從源賴義至奧州赴任（1051年）到安倍氏滅亡（1062年）的總年數，在《古事談》《愚管抄》《古今著聞集》等書中被稱為「奧州十二年合戰」，在《保元物語》《源平盛衰記》《太平記》等書中則被稱為「前九年之役」。「奧州十二年合戰」的說法是將「後三年之役（1083年-1087年）」也合計其中，但時間相隔甚久，故一般分成前後二次戰役。

## 背景
奈良時代寶龜5年(774)，朝廷於陸奧地區征討蝦夷，戰爭持續至弘仁2年(811)，後，朝廷停止對蝦夷有組織性的討伐，與蝦夷達成協議，衣川關以北的版圖納入鎮守府的管轄範圍，設立膽澤郡、江刺郡、和賀郡、稗貫郡、紫波郡五郡，加上10世紀初於紫波郡北方設立的岩手郡，此六郡又稱奧六郡。故，陸奧國北半部分由鎮守府膽澤城支配，並任用當地豪族，利用其影響力來管理蝦夷，而南半部分由國府多賀城支配。
萬壽4年(1027)至天喜元年(1053)，朝廷停止派任鎮守府將軍。此期間，朝廷改為委託陸奧豪族安倍忠良管理奧六郡，安倍忠良補任陸奧權守，其子安倍賴良(後改名為安倍賴時)也獲封從五位下位階，安倍氏在陸奧國持續擴張其勢力，更與許多搬遷至陸奧地區的他國武士結為姻親。「陸奥話記」記載，安倍氏於奧六郡各地修築城柵，不但逼迫當地人民臣服，更拒向朝廷絕繳納賦稅、檢田，亦不承擔雜役，形成半獨立的勢力。

## 戰爭經過

### 開戰到暫時停戰
永承6年（1051），陸奧守・藤原登任為對奧六郡檢田一事，與安倍氏產生衝突，後，雙方爆發合戰，安倍氏在玉造郡鬼切部擊敗官軍，稱「鬼切部之戰」。此事件過後，朝廷任命河内源氏的源頼義為陸奧守，更兼任鎮守府將軍，希望利用其威名震攝安倍氏。永承7年（1052）5月，源頼義赴任陸奧國國府，正值後冷泉天皇的祖母・上東門院身患重病，朝廷因而大赦天下，安倍賴良反逆朝廷的重罪也被赦免，此後，安倍賴良表示會服從源頼義，接受其對奧六郡的檢田，並繳納賦稅。安倍賴良也因「賴良」與「賴義」同音，改名為安倍賴時。

### 阿久利川事件
天喜4年（1056年），源賴義陸奧守任期接近尾聲，源賴義從鎮守府回歸國府途中，於阿久利川河畔紮營休息，結果部下藤原光貞、元貞遭人夜襲，人馬多有損失。藤原光貞表示「以前安倍貞任（安倍頼時之子）想娶我的妹妹，但我認為安倍一族身分低賤而拒絕，此事應是安倍貞任為報仇而發起的。」源頼義下令傳喚安倍貞任，並欲對其懲處，然安倍頼時拒絕源頼義的要求，並封鎖位於奧六郡與陸奧南部諸郡交界處的衣川柵。
源賴義將安倍頼時「謀反」一事告知朝廷，朝廷於天喜4年（1056年）8月下發命源賴義追討安倍頼時的宣旨，爾後，源賴義集結了大量關東武士。此時，安倍頼時的女婿平永衡與藤原經清也在源賴義陣中，然，源頼義以通敵之罪將平永衡處死，使得藤原經清為了自保而投靠安倍軍。另一方面，源賴義以軍糧不足為理由，暫時中止追討。天喜4年（1056年）12月，源賴義續任陸奧守。

### 安倍賴時之死
天喜5年（1057年）7月，源賴義請求朝廷下令追討安倍賴時，並設法策反下北半島豪族安倍富忠。安倍賴時聽聞與自身同族的安倍富忠加入源賴義陣營的風聲，為使其打消念頭，安倍賴時親赴安倍富忠處。然，安倍富忠於途中設下埋伏，中伏負傷的安倍賴時回到本營－鳥海柵（膽澤郡金崎町）即死去，此後，安倍貞任封鎖了奧六郡所有的關卡與城柵，以示對抗決心。

### 黃海之戰
天喜5年（1057年）9月，朝廷下發追討安倍貞任的官符。11月，源賴義再次動員關東武士，進軍衣川柵。這時源賴義的兵力推測最多只有國衙兵2000名，從屬武士500名，而安倍貞任則集結4000名的兵力，於黄海（現一關市藤澤町）襲擊北上的源賴義軍。由於冬季遠征的疲憊、補給物資的匱乏與兵力的劣勢，導致源賴義軍大敗，源賴義在其長男・源義家、家臣・藤原景通等六騎的捨命搭救下逃離戰場。此戰役讓源賴義損失了手下佐伯經範、藤原景季、和氣致輔、紀為清等戰力。

### 清原氏參戰
黃海之戰後，安倍氏的勢力已延伸到衣川以南諸郡，甚至自行向人民納稅；而源賴義為與之對抗，從關東、東海、畿内調集武士以增加兵力。康平5年(1062)，源賴義無視朝廷，自行追討安倍貞任。源賴義以「珍奇的寶物」成功勸說保持中立的出羽國山北三郡豪族清原光賴及其弟清原武則加入己方。
康平5年(1062)7月，出羽清原氏與源賴義向安倍氏進軍。征討軍分為七陣，除源賴義所在的第五陣外，其餘六陣皆由清原一族組成。征討軍先攻陷安倍良照所把守的小松柵(現岩手縣一關市附近)，後，為籌集軍糧而分散各處；安倍貞任見機不可失，出衣川柵與追討軍進行野戰，不料戰敗，翌日衣川柵也淪陷，安倍貞任向北退往鳥海柵，又隔數日，征討軍先後攻陷鳥海柵及其他安倍氏城柵。

### 厨川落城
康平5年(1062)9月15日，追討軍包圍安倍氏最後的據點厨川柵與嫗戸柵，安倍氏用弩箭、投石、澆熱水等方式守城，追討軍久攻不下。9月17日，源賴義放火燒城，追討軍趁勢攻入柵中，與守軍搏鬥。先前投奔安倍氏的藤原經清被俘，源賴義下令使用鈍刀將其斬首；安倍貞任也於戰鬥中身亡，而後，安倍一族陸續投降。

## 戰後處理
康平5年(1062)10月，源賴義將追討安倍貞任的戰報送至朝廷，朝廷對其成功征服蝦夷之作為大加讚賞。康平6年(1063)2月，源賴義將安倍貞任、安倍重任、藤原經清的首級獻至朝廷；同月，朝廷賜予源賴義正四位下伊予守，長子源義家從五位下出羽守，次子源義綱左衛門尉；源賴義更堅持要求朝廷賞賜其手下武士，而後，將近20名郎黨敘位任官，此舉奠定河內源氏於關東的地位。清原武則被朝廷晉升為鎮守府將軍，日後更成為奧六郡、出羽山北三郡的霸主。
源賴義以掃除安倍氏殘黨為由，於陸奧國多逗留一年。康平7年(1064)3月，源賴義押送安倍宗任等人踏上進京之路，朝廷將安倍宗任流放至伊予國(後流放至大宰府)，將安倍良照流放至大宰府。